# Kantueu Pir (gmina)
Kantueu Pir – gmina (khum) w zachodniej Kambodży, w prowincji Bătdâmbâng, w dystrykcie Banan. Stanowi jedną z 8 gmin dystryktu.

## Miejscowości
Na obszarze gminy położonych jest 7 miejscowości:
- Post Kantueu
- Chamkar Ou
- Banan
- Kampang Lech
- Kampang Kaeut
- Chhay Rumpoat
- Phnom Kul